# Kreuzfeuer
Kreuzfeuer ist ein militärischer Begriff, der immer dann verwendet wird, wenn sich die Wirkungsbereiche verschiedener (meist automatischer) Waffen überlappen. Diese Taktik wurde während des Ersten Weltkriegs erstmals besonders wichtig, da immer mehr automatische Waffen zur Verteidigung benutzt wurden.

## Gegenseitige Unterstützung
Beide Waffensysteme unterstützen sich in Punkten der Feuerkraft, abgedeckter Fläche und Feuerrate gegenseitig. Für einen Angreifer wird es dadurch schwieriger, nicht bestrichene Räume zu finden, aus welchen er aus geschützter Position heraus den Angriff führen kann oder seitlich auszuweichen. Kreuzfeuer verhindert außerdem die Ausrichtung einer Formation auf eine Hauptrichtung feindlichen Feuers. Gleichzeitig hat Kreuzfeuer dadurch eine hohe moralische Wirkung. Des Weiteren kann es im Rahmen von Feuer und Bewegung genutzt werden.

## Historische Bedeutung
Kreuzfeuer ist zwar im Grunde seit Bestehen von Schusswaffen eine effektive Taktik gegen massierte infanteristische Kräfte, besondere Bedeutung erlangte sie jedoch mit dem Aufkommen automatischer Waffen, insbesondere während der Grabenkriege im Ersten Weltkrieg. Dabei wurden Maschinengewehre in Gruppen zusammengefasst, die sich so gegenseitig schützten und das Überwinden des Niemandslandes für feindliche Kräfte besonders verlustreich gestalteten.
Mit der Einführung gepanzerter Fahrzeuge und wirksamer Luftstreitkräfte veränderte sich die Bedeutung dieser Taktik, aber auch beim Einsatz moderner Waffen bleibt das Organisieren von sich überschneidenden Feuerbereichen für die einzelnen Waffen das grundlegende „Handwerk“ im Feuerkampf, um z. B. Panzer an den schwächer gepanzerten Seiten angreifen zu können oder die feindliche Infanterie in ihrer Bewegung einzuschränken.

## Redensartliche Verwendung
Im deutschen Sprachgebrauch wird der Begriff in der Redensart „Im Kreuzfeuer der Kritik stehen“ verwendet. Damit wird ausgedrückt, dass sich der jeweils Kritisierte durch die an ihm geäußerte Kritik in hohem Maße bedrängt und unter Umständen sogar bedroht fühlt. Er sieht sich Angriffen gleich von mehreren Seiten ausgesetzt – fast jeder Schritt ist verkehrt – so wie ein Soldat im Kreuzfeuer auf dem Schlachtfeld.